# GIGA Journal Family
Die GIGA Journal Family ist eine Publikationsreihe des  German Institute for Global and Area Studies (GIGA) in Hamburg. Sie umfasst die sozialwissenschaftlichen Fachzeitschriften Africa Spectrum, Journal of Current Chinese Affairs, Journal of Politics in Latin America und Journal of Current Southeast Asian Affairs. Die Zeitschriften bieten Fachleuten und Interessierten aus Wissenschaft, Politik, Wirtschaft, Verwaltung und Medien fundierte wissenschaftliche Analysen zu Afrika, China, Lateinamerika und Südostasien.

## Konzept
Die GIGA Journal Family wurde durch die Deutsche Forschungsgemeinschaft DFG als Open-Access-Pilotprojekt gefördert. Zu Beginn des Jahres 2009 wurden die etablierten wissenschaftlichen Zeitschriften in Open Access Journals überführt und sind seither weltweit kostenlos online zugänglich. Die Zeitschriften werden außerdem als Printversionen weitergeführt.
Die wissenschaftlichen Aufsätze aller Zeitschriften der GIGA Journal Family werden vor ihrer Veröffentlichung einem doppelt anonymisierten Begutachtungsverfahren (Peer-Review) unterzogen um die Qualität der Beiträge zu sichern.